# Beaufort-en-Anjou
Beaufort-en-Anjou è un comune francese del dipartimento del Maine e Loira nella regione dei Paesi della Loira.
È stato creato il 1º gennaio 2016 dalla fusione dei preesistenti comuni di Gée e Beaufort-en-Vallée.
Il capoluogo è la località di Beaufort-en-Vallée.